# Oto Bamberški
Oton Bamberški (1060 ali 1061 - 30. junij 1139) je bil nemški misijonar in papeški legat, ki je velik del srednjeveške Pomeranije spreobrnil v krščanstvo . Bil je škof v Bambergu od leta 1102 do svoje smrti. Leta 1189 je bil kanoniziran.

## Zgodnje življenje
Napisane so bile tri biografije Otona   v desetletjih po njegovi smrti. Wolfger iz Prüfeninga je med letoma 1140 in 1146 pisal v opatiji Prüfening ; Ebo iz Michelsberga je pisal med letoma 1151 in 1159); in Herbord iz Michelsberga je pisal leta 1159. 
Po sodobnih virih se je Oton rodil v plemiški ( edelfrei ) družini, ki je imela posesti v švabski Juri. Morebitno poreklo iz frankovske plemiške hiše Mistelbach ali materinski odnos z dinastijo Hohenstaufen ni dokončno ugotovljen. Ker je njegov starejši brat podedoval očetovo premoženje, se je Oto pripravil na cerkveno kariero in bil poslan v šolo  verjetno v opatijo Hirsau ali v enega od njegovih podružničnih samostanov.
Ko se je leta 1082 salska princesa Judita Švabska, sestra cesarja Henrika IV., poročila s Piastom vojvodom Władysławom I. Hermanom, ji je sledil kot kaplan na poljski dvor. Leta 1091 je stopil v službo Henrika IV.; in bil leta 1101 imenovan za cesarjevega kanclerja  in je nadzoroval gradnjo katedrale v Speyerju.

## Škof
Leta 1102 ga je cesar imenoval in uvedel za škofa Bamberga v Frankoniji (zdaj v deželi Bavarski), Oton pa je postal eden vodilnih knezov srednjeveške Nemčije. Utrdil je svoja razpršena ozemlja in v času njegovega škofovskega delovanja se je Bamberg zelo uveljavil.
Leta 1106 je Oton prejel palij od papeža Paschala II.. Slavo je dosegel kot diplomat in politik, zlasti med Investirurnem boju med cesarjem in papežem . To je bil škof Oton, ki je nadomestil zaprtega nadškofa Adalberta iz Mainza, ki je Hildegard iz Bingena oblekel kot benediktinsko redovnico v opatiji Disibodenberg okoli leta 1112.  Ostal je zvest cesarskemu dvoru, zato ga je papeška stranka pod vodstvom Cuna iz Praeneste na sinodi v Fritzlarju leta 1118 suspendirala. Na Würzburškem kongresu leta 1121 se je Oton uspešno pogajal o mirovni pogodbi, Wormskem konkordatu, ki je bil podpisan leta 1122. V 1130-ih je še naprej razsojal med cesarjem Lotarjem Supplimburškim in vzpenjajočimi Hohenstaufi.
Kot škof je Oton vodil vzorno, preprosto in varčno življenje, vendar je veliko naredil za izboljšanje svojega cerkvenega občestva. Obnovil in dokončal je katedralo Bamberg, potem ko je bila leta 1081 poškodovana v požaru, izboljšal stolno šolo, ustanovil številne samostane  in zgradil številne cerkve na svojem ozemlju. Močno je razširil mesto Bamberg in obnovil samostan sv. Mihaela, ki ga je uničil potres okoli leta 1117.

## Misijonarjenje
Med njegovimi velikimi dosežki je bilo njegovo miroljubno in uspešno misijonarsko delo med Pomeranci, potem ko je bilo nekaj prejšnjih nasilnih poskusov poljskih vladarjev in španskega škofa Bernarda spreobrniti Pomeranijo v krščanstvo neuspešno. Otona je na prvo misijo poslal poljski vojvoda Bolesław III. Krivousti leta 1124. Kot uradni papeški legat je spreobrnil veliko število Pomerancev, zlasti v mestih Pyrzyce, Kamień, Szczecin in Wolin, ter ustanovil enajst cerkva in postal znan kot "apostol Pomeranije". Spreobrnil se je okoli 20.000 poganov.
Ko se je leta 1125 vrnil v Bamberg, so se nekateri poganski običaji začeli znova uveljavljati, zato se je Oton leta 1128 ponovno odpravil v Pomeranijo. Na državnem zboru v Usedom, mu je uspelo spreobrniti vse plemstvo, spreobniti nadaljnje skupnosti, in poslati duhovnike iz Bamberga, da so službovali v Pomorjanskem. Njegovo namero, da posveti škofa za Pomeranijo, so preprečili magdeburški in gnjeznski škofi, ki so zahtevali metropolitanske pravice nad Pomeranijo. Šele po njegovi smrti leta 1139 je bil njegov nekdanji spremljevalec, Adalbert Pomeranski, leta 1140 posvečen za škofa Wolina.
Oton je umrl 30. junija 1139 in je pokopan v samostanu Michaelsberg v Bambergu. Kanoniziral ga je leta 1189 papež Klement III . Čeprav je umrl 30. junija, je njegovo ime 2. julija zapisano v rimskem martirologu.
Območje zahodne Prusije okoli Gdanska je bilo prek Pomeranije pokristjanjeno in takrat je bil ustanovljen samostan Oliwa v Gdansku, medtem ko so vzhodno Prusijo pozneje pokristjanili prek0 Rige Tevtonski vitezi.